# Нашуа (Ајова)
Нашуа (енгл. Nashua) град је у америчкој савезној држави Ајова. По попису становништва из 2010. у њему је живело 1.663 становника.

## Демографија
Према попису становништва из 2010. у граду је живело 1.663 становника, што је 45 (2,8%) становника више него 2000. године.
| Група             | 2000.         | 2010.         |
| Белци             | 1.603 (99,1%) | 1.640 (98,6%) |
| Афроамериканци    | 1 (0,1%)      | 6 (0,4%)      |
| Азијати           | 3 (0,2%)      | 9 (0,5%)      |
| Хиспаноамериканци | 5 (0,3%)      | 1 (0,1%)      |
| Укупно            | 1.618         | 1.663         |